# Massimiliano Buzzanca
Massimiliano Buzzanca (Roma, 31 maggio 1963) è un attore e conduttore televisivo italiano.
È figlio di Lando Buzzanca.

## Biografia
Laureato in legge alla Sapienza di Roma, ha esercitato la professione di avvocato fino al 2001, per poi dedicarsi esclusivamente al mondo dello spettacolo come attore. Si è rivolto al teatro e al cinema, interpretando anche alcuni film per la televisione. 

### Attività cinematografica e televisiva
È apparso sul grande schermo con le pellicole The Second Coming (2002) regia di Guido Marconi, Il monastero, regia di Antonio Bonifacio (2003), Chamber Film - Interno Giorno regia di Tommaso Rossellini (2010) con Fanny Ardant e Kyla Chaplin. Nel 2011 è stato tra i protagonisti dell'action movie Da che parte è la notte per la regia di Stefano Arquilla.
Del 2005 è la commedia brillante Nemici per la pelle interpretata con Massimo Bonetti, Christian De Sica e Stefano Masciarelli, per la regia di Rossella Drudi e Claudio Fragasso.
Per la televisione è stato tra gli interpreti delle fiction di Raiuno Regina dei fiori (2004) regia di Vittorio Sindoni, Rino Gaetano - Ma il cielo è sempre più blu (2006) regia di Marco Turco, La vita che corre. 
È stato anche conduttore di talk show, quiz e programmi di approfondimento sulle emittenti locali Odeon Tv e Rete Oro, dal 2001 al 2006.

### Attività teatrale
Nel 2001 ha debuttato in teatro con Novecento per la regia di Sergio Ammirata, testo liberamente tratto dall'omonimo romanzo di Alessandro Baricco. Sono seguite esperienze teatrali con I tre operai (2003) regia di Enrico Bernard, tratto dal romanzo di Carlo Bernari sullo sfondo delle lotte operaie dei primi decenni del 1900; I Menaechmi (2008) di Plauto per la regia di Livio Galassi, al fianco di Mita Medici, Franco Oppini e Nini Salerno; Confessioni (2007) di Giancarlo Loffarelli per la regia di Francesco Piotti.
Tra le commedie brillanti, ha interpretato Io e Peter Pan (2006) di Silvestro Longo regia di Cristiano Vaccaro, I lieder di Schumann (2007) di Giancarlo Loffarelli regia di Francesco Piotti e La tredicesima fatica di Ercole (2009-2010) di Sante Stern regia di Sergio Ammirata.
Particolarmente congeniali al suo spirito e alla sua vocalità sono le commedie musicali. Ha portato sul palcoscenico i musical Una volta nella vita (2005) di Bruno Lauzi e Gianfranco Reverberi per la regia di Luigi Galdiero e Sotto er cielo de Roma (2009-2010) di Sergio Iovine e Silvestro Longo.

## Filmografia

### Cinema
- The Second Coming, regia di Guido Marconi (2002)
- Il monastero, regia di Antonio Bonifacio (2003)
- L'allenatore nel pallone 2, regia di Sergio Martino (2008)
- Interno giorno, regia di Tommaso Rossellini (2011)
- Da che parte è la notte, cortometraggio, regia di Stefano Arquilla (2011)
- Ninna Nanna, regia di Enzo Russo e Dario Germani (2018)

### Televisione
- Rino Gaetano - Ma il cielo è sempre più blu, regia di Marco Turco (2006)
- Los Borgia (2006), regia di Antonio Hernández
- L'inchiesta (2007), regia di Giulio Base
- Puccini, regia di Giorgio Capitani (2008)
- Ho sposato uno sbirro 2, regia di Giorgio Capitani (2009)
- La vita che corre, regia di Fabrizio Costa (2012)
- Il caso Enzo Tortora - Dove eravamo rimasti?, regia di Ricky Tognazzi (2012)
- Il restauratore ep. 4, regia di Giorgio Capitani (2014)
- Un posto al sole (dal 2020)

## Teatro
- Novecento (2001), regia di Sergio Ammirata
- I tre operai (2003), regia di Enrico Bernard
- Una volta nella vita (2005), regia di Luigi Galdiero
- Io e Peter Pan (2006), regia di Cristiano Vaccaro
- I lieder di Schumann (2007), regia di Francesco Piotti
- I Menaechmi (2008), regia di Livio Galassi
- Confessioni (2007), regia di Francesco Piotti
- La tredicesima fatica di Ercole (2009-2010), regia di Sergio Ammirata
- Il brigante (2010), regia di Claudio Meloni
- Sotto er cielo de Roma (2009-2010), regia di Claudio Meloni